# Europamesterskabet i fodbold 2021, Gruppe E
Gruppe E ved Europamesterskabet i fodbold 2020 vil finde sted fra 14 til 23 Juni 2021 i Saint Petersburg på Krestovsky Stadium og i Sevilla på La Cartuja. Gruppen består af værtsnationen Spanien, Sverige, Polen og Slovakiet.

## Hold
| Lodtræknings position | Hold           | Lag | Metode til kvalifikation | Dato for kvalifikation | Deltagelse i slutrunder | Sidste deltagelse | Tidligere bedste placering | Kvalificerende Rankings November 2019 | FIFA Ranking Juni 2021 |
| --------------------- | -------------- | --- | ------------------------ | ---------------------- | ----------------------- | ----------------- | -------------------------- | ------------------------------------- | ---------------------- |
| E1                    | Spanien (host) | 1   | Gruppe F vinder          | 15 Oktober 2019        | 11.                     | 2016              | Vinder (1964, 2008, 2012)  | 5                                     | 6                      |
| E2                    | Sverige        | 3   | Gruppe F toer            | 15 November 2019       | 7.                      | 2016              | Semifinaler (1992)         | 17                                    | 18                     |
| E3                    | Polen          | 2   | Gruppe G vinder          | 13 Oktober 2019        | 4.                      | 2016              | Kvartfinaler (2016)        | 8                                     | 21                     |
| E4                    | Slovakiet      | 4   | Play-off vinder          | 12 November 2020       | 2.                      | 2016              | Round of 16 (2016)         | 22                                    | 36                     |

Noter

## Stillingen
| Pos | Hold      | K | V | U | T | M+ | M- | MF | P | Kvalifikation              |
| --- | --------- | - | - | - | - | -- | -- | -- | - | -------------------------- |
| 1   | Sverige   | 3 | 2 | 1 | 0 | 4  | 2  | +2 | 7 | Går videre til slutspillet |
| 2   | Spanien   | 3 | 1 | 2 | 0 | 6  | 1  | +5 | 5 | Går videre til slutspillet |
| 3   | Slovakiet | 3 | 1 | 0 | 2 | 2  | 7  | −5 | 3 |                            |
| 4   | Polen     | 3 | 0 | 1 | 2 | 4  | 6  | −2 | 1 |                            |

I ottendedelsfinalerne,
- Avancerer vinderen af Gruppe E til at spille mod holdet på tredjeplads i Gruppe A, Gruppe B, Gruppe C eller Gruppe D.
- Toeren fra gruppe E vil avancere til at spille mod toerne fra Gruppe D.
- The third-placed team of Gruppe E could advance if one of the four best third-placed teams to play the winner of Gruppe B or Gruppe C.

## Kampe

### Polen vs Slovakiet
| 14. juni 2021 18:00 (19:00 UTC+3) |

| Polen         | 1–2     | Slovakiet                             |
| ------------- | ------- | ------------------------------------- |
| - Linetty 46' | Rapport | - Szczęsny 18' (sm.) - Škriniar 69' · |

| Krestovsky Stadion, Saint Petersburg Tilskuere: 12.862 Dommer: Ovidiu Hațegan (Rumænien) |

| Polen | Slovakiet |

| GK              | 1  | Wojciech Szczęsny            |          |     |
| RB              | 18 | Bartosz Bereszyński          |          |     |
| CB              | 15 | Kamil Glik                   |          |     |
| CB              | 5  | Jan Bednarek                 |          |     |
| LB              | 13 | Maciej Rybus                 |          | 74' |
| CM              | 8  | Karol Linetty                |          | 74' |
| CM              | 10 | Grzegorz Krychowiak          | 22', 62' |     |
| CM              | 14 | Mateusz Klich                |          | 85' |
| RF              | 21 | Kamil Jóźwiak                |          |     |
| CF              | 9  | Robert Lewandowski (anfører) |          |     |
| LF              | 20 | Piotr Zieliński              |          | 85' |
| Indskiftninger: |    |                              |          |     |
| MF              | 19 | Przemysław Frankowski        |          | 74' |
| DF              | 26 | Tymoteusz Puchacz            |          | 74' |
| MF              | 16 | Jakub Moder                  |          | 85' |
| FW              | 11 | Karol Świderski              |          | 85' |
| Træner:         |    |                              |          |     |
| Paulo Sousa     |    |                              |          |     |

| GK              | 1  | Martin Dúbravka        |     |       |
| RB              | 2  | Peter Pekarík          |     | 79'   |
| CB              | 5  | Ľubomír Šatka          |     |       |
| CB              | 14 | Milan Škriniar         |     |       |
| LB              | 15 | Tomáš Hubočan          | 20' |       |
| RM              | 18 | Lukáš Haraslín         |     | 87'   |
| CM              | 19 | Juraj Kucka            |     |       |
| CM              | 25 | Jakub Hromada          |     | 79'   |
| LM              | 20 | Róbert Mak             |     | 87'   |
| SS              | 17 | Marek Hamšík (anfører) |     |       |
| CF              | 8  | Ondrej Duda            |     | 90+2' |
| Indskiftninger: |    |                        |     |       |
| MF              | 13 | Patrik Hrošovský       |     | 79'   |
| DF              | 24 | Martin Koscelník       |     | 79'   |
| FW              | 21 | Michal Ďuriš           |     | 87'   |
| MF              | 10 | Tomáš Suslov           |     | 87'   |
| MF              | 6  | Ján Greguš             |     | 90+2' |
| Træner:         |    |                        |     |       |
| Štefan Tarkovič |    |                        |     |       |

| Man of the Match: Milan Škriniar (Slovakia) Linjedommere: Radu Ghinguleac (Rumænien) Sebastian Gheorghe (Rumænien) Fourth official: István Kovács (Rumænien) Reserve assistant dommer: Vasile Marinescu (Rumænien) Video assistant dommer: Marco Di Bello (Italien) Assistant video assistant dommere: Jérôme Brisard (Frankrig) Filippo Meli (Italien) Massimiliano Irrati (Italien) |

### Spanien vs Sverige
| 14. juni 2021 21:00 |

| Spanien | 0–0     | Sverige |
| ------- | ------- | ------- |
|         | Rapport |         |

| La Cartuja, Sevilla Tilskuere: 10.559 Dommer: Slavko Vinčić (Slovenien) |

| Spanien | Sverige |

| Man of the Match: Victor Lindelöf (Sverige) Linjedommere: Tomaž Klančnik (Slovenien) Andraž Kovačič (Slovenien) Fjerde official: Davide Massa (Italien) Reserve assistant referee: Stefano Alassio (Italien) Video assistent dommer: Bastian Dankert (Tyskland) Assistant video assistant dommere: Chris Kavanagh (England) Lee Betts (England) Kevin Blom (Holland) |

### Sverige vs Slovakiet
| 18. juni 2021 15:00 (16:00 UTC+3) |

| Sverige               | 1–0     | Slovakiet |
| --------------------- | ------- | --------- |
| - Forsberg 77' (str.) | Rapport |           |

| Krestovsky Stadium, Saint Petersburg Tilskuere: 11.525 Dommer: Daniel Siebert (Germany) |

| Sverige | Slovakia |

| GK              | 1  | Robin Olsen                 |     |       |
| RB              | 2  | Mikael Lustig               |     |       |
| CB              | 3  | Victor Lindelöf             |     |       |
| CB              | 24 | Marcus Danielson            |     |       |
| LB              | 6  | Ludwig Augustinsson         |     | 88'   |
| RM              | 7  | Sebastian Larsson (anfører) |     |       |
| CM              | 20 | Kristoffer Olsson           | 23' | 64'   |
| CM              | 8  | Albin Ekdal                 |     | 88'   |
| LM              | 10 | Emil Forsberg               |     | 90+3' |
| CF              | 9  | Marcus Berg                 |     | 64'   |
| CF              | 11 | Alexander Isak              |     |       |
| Indskiftninger: |    |                             |     |       |
| MF              | 17 | Viktor Claesson             |     | 64'   |
| MF              | 22 | Robin Quaison               |     | 64'   |
| MF              | 13 | Gustav Svensson             |     | 88'   |
| DF              | 5  | Pierre Bengtsson            |     | 88'   |
| DF              | 16 | Emil Krafth                 |     | 90+3' |
| Træner:         |    |                             |     |       |
| Janne Andersson |    |                             |     |       |

| GK              | 1  | Martin Dúbravka        | 76' |     |
| RB              | 2  | Peter Pekarík          |     | 64' |
| CB              | 5  | Ľubomír Šatka          |     |     |
| CB              | 14 | Milan Škriniar         |     |     |
| LB              | 15 | Tomáš Hubočan          |     | 84' |
| CM              | 19 | Juraj Kucka            |     |     |
| CM              | 13 | Patrik Hrošovský       |     | 84' |
| RW              | 24 | Martin Koscelník       |     |     |
| AM              | 17 | Marek Hamšík (anfører) |     | 77' |
| LW              | 20 | Róbert Mak             |     | 77' |
| CF              | 8  | Ondrej Duda            | 80' |     |
| Indskiftninger: |    |                        |     |     |
| MF              | 18 | Lukáš Haraslín         |     | 64' |
| MF              | 7  | Vladimír Weiss         | 87' | 77' |
| MF              | 11 | László Bénes           |     | 77' |
| FW              | 21 | Michal Ďuriš           |     | 84' |
| DF              | 16 | Dávid Hancko           |     | 84' |
| Træner:         |    |                        |     |     |
| Štefan Tarkovič |    |                        |     |     |

| Man of the Match: Alexander Isak (Sverige) Assistant referees: Jan Seidel (Tyskland) Rafael Foltyn (Tyskland) Fourth official: Georgi Kabakov (Bulgarien) Reserve assistant referee: Martin Margaritov (Bulgarien) Video assistant referee: Marco Fritz (Tyskland) Assistant video assistant referees: Christian Dingert (Tyskland) Lee Betts (England) Stuart Attwell (England) |

### Spanien vs Polen
| 19. juni 2021 21:00 |

| Spanien      | 1–1     | Polen               |
| ------------ | ------- | ------------------- |
| - Morata 25' | Rapport | - Lewandowski 54' · |

| La Cartuja, Sevilla Tilskuere: 11.742 Dommer: Daniele Orsato (Italien) |

| Spanien | Polen |

| GK              | 23 | Unai Simón           |       |     |
| RB              | 6  | Marcos Llorente      |       |     |
| CB              | 24 | Aymeric Laporte      |       |     |
| CB              | 4  | Pau Torres           | 81'   |     |
| LB              | 18 | Jordi Alba (anfører) |       |     |
| CM              | 8  | Koke                 |       | 68' |
| CM              | 16 | Rodri                | 90+5' |     |
| CM              | 26 | Pedri                |       |     |
| RF              | 9  | Gerard Moreno        |       | 68' |
| CF              | 7  | Álvaro Morata        |       | 87' |
| LF              | 19 | Dani Olmo            |       | 61' |
| Indskiftninger: |    |                      |       |     |
| MF              | 11 | Ferran Torres        |       | 61' |
| MF              | 17 | Fabián Ruiz          |       | 68' |
| MF              | 22 | Pablo Sarabia        |       | 68' |
| FW              | 21 | Mikel Oyarzabal      |       | 87' |
| Træner:         |    |                      |       |     |
| Luis Enrique    |    |                      |       |     |

| GK              | 1  | Wojciech Szczęsny            |       |     |
| CB              | 18 | Bartosz Bereszyński          |       |     |
| CB              | 15 | Kamil Glik                   |       |     |
| CB              | 5  | Jan Bednarek                 |       | 85' |
| RM              | 21 | Kamil Jóźwiak                | 59'   |     |
| CM              | 16 | Jakub Moder                  | 57'   | 85' |
| CM              | 14 | Mateusz Klich                | 36'   | 55' |
| LM              | 26 | Tymoteusz Puchacz            |       |     |
| RW              | 11 | Karol Świderski              |       | 68' |
| LW              | 20 | Piotr Zieliński              |       |     |
| CF              | 9  | Robert Lewandowski (anfører) | 90+3' |     |
| Indskiftninger: |    |                              |       |     |
| MF              | 6  | Kacper Kozłowski             |       | 55' |
| MF              | 19 | Przemysław Frankowski        |       | 68' |
| MF              | 3  | Paweł Dawidowicz             |       | 85' |
| MF              | 8  | Karol Linetty                |       | 85' |
| Træner:         |    |                              |       |     |
| Paulo Sousa     |    |                              |       |     |

| Man of the Match: Jordi Alba (Spanien) Linjedommere: Alessandro Giallatini (Italien) Fabiano Preti (Italien) Fjerde official: Stéphanie Frappart (Frankrig) Reserve assistant dommer: Mikaël Berchebru (Frankrig) Video assistant referee: Massimiliano Irrati (Italien) Assistant video assistant dommere: Marco Di Bello (Italien) Filippo Meli (Italien) Paolo Valeri (Italien) |

### Slovakiet vs Spanien
| 23. juni 2021 18:00 |

| Slovakiet | 0–5     | Spanien                                                                                |
| --------- | ------- | -------------------------------------------------------------------------------------- |
|           | Rapport | - Dúbravka 30' (sm.) - Laporte 45+3' - Sarabia 56' - F. Torres 67' - Kucka 71' (sm.) · |

| La Cartuja, Sevilla Tilskuere: 11.204 Dommer: Björn Kuipers (Holland) |

### Sverige vs Polen
| 23. juni 2021 18:00 (19:00 UTC+3) |

| Sverige                             | 3–2     | Polen                    |
| ----------------------------------- | ------- | ------------------------ |
| - Forsberg 2', 59' - Claesson 90+4' | Rapport | - Lewandowski 61', 84' · |

| Krestovsky Stadium, Saint Petersburg Tilskuere: 14.252 Dommer: Michael Oliver (England) |

| Sverige | Polen |

| Man of the Match: Emil Forsberg (Sverige) Linjedommere: Stuart Burt (England) Simon Bennett (England) Fjerde official: Anthony Taylor (England) Reserve assistant dommer: Gary Beswick (England) Video assistant dommer: Chris Kavanagh (England) Assistant video assistant dommere: Christian Dingert (Tyskland) Lee Betts (England) Stuart Attwell (England) |

## References
1. ↑  "UEFA Euro 2020: 2021 Kamp schedule" (PDF). UEFA.com. Union of European Football Associations. maj 2021. Hentet 12. maj 2021. (Webside ikke længere tilgængelig)
2. ↑  Samlet ranking fra Kvalifikation til EM i fodbold fra november 2019 blev benyttet til seedning til den endelige lodtrækning.
3. ↑  "Regulations of the UEFA European Football Championship 2018–20". UEFA.com. Union of European Football Associations. 9. marts 2018. Arkiveret fra originalen 11. maj 2021. Hentet 11. maj 2021.
4. ↑  "Full Time Summary – Polen v Slovakiet" (PDF). UEFA.com. Union of European Football Associations. 14. juni 2021. Hentet 14. juni 2021.
5. 1 2 3  "Tactical Line-ups – Polen v Slovakiet" (PDF). UEFA.com. Union of European Football Associations. 14. juni 2021. Hentet 14. juni 2021.
6. 1 2 3 4 5  "Every EURO 2020 Star of the Match". UEFA.com. Union of European Football Associations. 11. juni 2021. Hentet 23. juni 2021.
7. 1 2 3  "Tactical Line-ups – Spanien v Sverige" (PDF). UEFA.com. Union of European Football Associations. 14. juni 2021. Hentet 14. juni 2021.
8. ↑  "Full Time Summary – Sweden v Slovakia" (PDF). UEFA.com. Union of European Football Associations. 18. juni 2021. Hentet 18. juni 2021.
9. 1 2 3  "Tactical Line-ups – Sverige v Slovakiet" (PDF). UEFA.com. Union of European Football Associations. 18. juni 2021. Hentet 18. juni 2021.
10. ↑  "Full Time Summary – Spain v Poland" (PDF). UEFA.com. Union of European Football Associations. 19. juni 2021. Hentet 19. juni 2021.
11. 1 2 3  "Tactical Line-ups – Spanien v Polen" (PDF). UEFA.com. Union of European Football Associations. 19. juni 2021. Hentet 19. juni 2021.
12. ↑  "Full Time Summary – Slovakia v Spain" (PDF). UEFA.com. Union of European Football Associations. 23. juni 2021. Hentet 23. juni 2021.
13. ↑  "Full Time Summary – Sweden v Poland" (PDF). UEFA.com. Union of European Football Associations. 23. juni 2021. Hentet 23. juni 2021.
14. 1 2 3  "Tactical Line-ups – Sverige v Polen" (PDF). UEFA.com. Union of European Football Associations. 23. juni 2021. Hentet 23. juni 2021.